# San Pedro Cacahuatepec
San Pedro Cacahuatepec är en ort i Mexiko.   Den ligger i kommunen Acapulco de Juárez och delstaten Guerrero, i den södra delen av landet, 300 km söder om huvudstaden Mexico City. San Pedro Cacahuatepec ligger 65 meter över havet och antalet invånare är 1 353.
Terrängen runt San Pedro Cacahuatepec är huvudsakligen platt, men åt nordväst är den kuperad. Terrängen runt San Pedro Cacahuatepec sluttar söderut. Runt San Pedro Cacahuatepec är det tätbefolkat, med 397 invånare per kvadratkilometer. Närmaste större samhälle är Amatillo, 0,63 km norr om San Pedro Cacahuatepec. Omgivningarna runt San Pedro Cacahuatepec är en mosaik av jordbruksmark och naturlig växtlighet.